# 马丁·舒比克
马丁·舒比克 (1926年3月24日--2018年8月22日) 为美国经济学家，耶鲁大学数学系经济学荣誉教授。

## 经济学的成就
在他的经济学工作开始之前，舒比克在多伦多大学和普林斯顿大学学习。自1963年以来在耶鲁任职，舒比克擅长于战略分析，金融机构的研究，公司竞争的经济理论，以及博弈论。舒比克着重于博弈论研究的论文集收藏于杜克大学的鲁宾斯坦图书馆。 他写了许多书籍和文章，包括 政治经济，寡头垄断和实验经济学，1999年， 和 货币和金融机构理论，2004年。

2010年，舒比克被杰出研究员的美国经济协会公认为"各个领域的经济学重大贡献者。" 相关的AEA引文讨论了由舒比克撰写的有关计算和博弈论、数论的相关论文(co)案例：
- 双侧市场其产品指来源于大的、不可分割的单位(住房、汽车等)，用于交换货币。[7]
- 竞争者之间升级的现象[使]实际行为可能偏离纳什均衡所体现的纯粹理性的游戏模式。[8]
- 货币作为在货币分析和 Walrasian模型具有普遍性的中心范式扮演了一个关键角色。[9]
- 国际边界的日益渗透带来的战争的转移。[6][10]

## 个人生活
舒比克在三个孩子中排第二。他的哥哥菲利普·舒比克是毒理学论坛（Toxicology Forum）的癌症研究人员和创始人，妹妹艾琳·舒比克是前英国广播公司的生产商。

## 其他
- 马丁–舒比克 权力指数

## 选定的出版物
按 Ctrl+ 小字体的链接。
- 1953年。 "一个比较的治疗方法的双头垄断的情况下，"辨J.P.梅伯里和 J.F.Nash, Econometrica,21(1)，pp. 141-154的。
- 1954年。 "一个方法评估的权力分配的委员会系统"与 劳埃德*S.沙普利时， 美国政治科学审查中，48(3)，pp. 787-792的。 转载于A.罗斯,ed., 1988年。 在沙普利的价值：文章以纪念劳埃德*S.沙普利的。 Cambridge,ch。 3, 41-48的。
- 1959年。 战略和市场结构：竞争、垄断和理论的游戏，Wiley的。 介绍 （页面存档备份，存于） 和审查 中提取 （页面存档备份，存于）的。
- 1959年。 埃奇沃思市场游戏中。
- 1960年。 "游戏理论作为一种方法的公司，" 美国经济评论中，50(2)，pp. 556-559的。
- 1962年。 "激励措施、权力分散的控制，转让的合办费用和内部定价、" 管理科中，8(3)，pp. 325-343 （页面存档备份，存于）
- 1969年。 "在市场游戏，"与劳埃德*S.沙普利, 《经济理论中，1(1),pp. 9-25 （页面存档备份，存于）的。
- 1969年。 "核心的一个经济系统与外部效应"，与劳埃德*S.沙普利时， 美国经济评论,59(4，第1部分)，pp. 678-684的。
- 1970年。 "一个倔老头的指导微观经济学" 《经济文献,8(2)，pp. 405-434的。
- 1971年。 "分配游戏我：核心的、"与劳埃德*S.沙普利, International Journal of游戏理论，1个(1)，pp. 111[永久]-130的。
- 1977年。 "贸易使用的一个初级商品作为支付手段"，与劳埃德*S.沙普利, Journal of政治经济体中，85(5),pp. 937-968 （页面存档备份，存于）
- 1978年。 "游戏理论：经济应用程序"，在W.验和J.M.Tanur,ed., 国际百科全书的统计数据，五2,pp.  372-78的。
- 1980年。 市场结构和市场行为，理查德*列维坦，哈佛大学出版社。 审查 中提取 （页面存档备份，存于）的。
- 1981年。 "游戏的理论模型和方法在政治经济"，在K.J.箭和M.D.Intriligator的， 手册的数学经济学，v.1，pp. 285-330的。 Elsevier.
- 博弈论在社会科学，第1和2,MIT Press：

1985年。 概念和解决办法的。 介绍的。
1987年。 一个游戏理论方法以政治经济的。 MIT Press. 介绍 和审查 中提取的。
- 1987年。 "批判的合理期望的平衡，"与 Pradeep Dubey 和 约翰Geanakoplos, Journal of数学经济学中，16(2)，pp. 105-137 （页面存档备份，存于）的。
- 1990年。 "游戏理论方法的理论上的金钱和金融机构，"ch。 5,B.M.*弗里德曼和&F.H.Hahn,ed. 手册的货币经济，Elsevier，v.1，pp. 171-219 （页面存档备份，存于）的。
- 1993年。 "全世界的核联盟的游戏：一估价的战略进攻性和防御性部队，" 行动研究，杰罗姆Bracken,41(4)，pp. 655-668的。

## 外链
- 耶鲁大学经济学系个人资料 （页面存档备份，存于）
- 耶鲁大学组织和管理学院的个人网页，简历
- 由Google学术搜索索引的马丁·舒比克出版物
- . JSTOR.

[[Category:1926年出生]]
[[Category:2018年逝世]]
[[Category:20世纪经济学家]]
[[Category:21世纪美国作家]]
[[Category:21世纪经济学家]]
[[Category:美国经济学家]]
[[Category:美国文理科学院院士]]
[[Category:经济计量学会会士]]
[[Category:博弈理论家]]
[[Category:普林斯顿大学校友]]
[[Category:多伦多大学校友]]
[[Category:耶鲁大学教师]]